# 김진영 (1964년)
김진영(金鎭泳, 1964년 10월 11일, 울산광역시 ~ )은 대한민국의 제5대 울산광역시의원이며, 제2·3대 울산광역시 북구의원이었다.

## 학력
- 1971.03 ~ 1977.02 울산송정국민학교 졸업
- 1977.03 ~ 1980.02 울산중학교 졸업
- 1980.03 ~ 1983.02 울산공업고등학교 기계과 졸업
- 1995.03 ~ 1999.02 한국방송통신대학교 행정학과 학사 졸업

### 비학위 수료
- 2011 ~ 2013 울산대학교 정책대학원 사회복지학과 졸업

## 경력
- 1989 ~ 1990 현대엔진 노동조합 부위원장
- 2000.06 ~ 2002.06 제2대 울산광역시 북구의회 의원
- 2000.07 ~ 2002.06 제2대 울산광역시 북구의회 후반기 예산결산특별위원회 위원
- 2002.07 ~ 2006.06 제3대 울산광역시 북구의회 의원
- 2002.07 ~ 2004.06 제3대 울산광역시 북구의회 전반기 의장
- 2008.10 ~ 2010.07 민주노동당 울산시당 북구 지역위원회 위원장
- 2010.07 ~ 2014.06 제5대 울산광역시의회 의원
- 2010.07 ~ 2012.07 제5대 울산광역시의회 전반기 산업건설위원회 위원
- 2010.07 ~ 2012.07 제5대 울산광역시의회 전반기 예산결산특별위원회 위원
- 2012.07 ~ 2014.06 제5대 울산광역시의회 후반기 의회운영위원회 위원
- 2012.07 ~ 2014.06 제5대 울산광역시의회 후반기 산업건설위원회 위원
- 2013.09.19 통합진보당 탈당
- 2016.08 ~ 2017.07 정의당 울산시당 위원장
- 2017.07 ~ 2018.06 정의당 울산시당 위원장
- 2018.08 ~ 정의당 적폐청산 울산본부 본부장

## 수상
- 2011 울산시의회 출입기자선정 행정사무감사 우수의원

## 역대 선거 결과
|  | 65.9% |

|  | 53.25% |

|  | 43.16% |

|  | 52.40% |

|  | 16.05% |

|  | 9.89% |

|  | 9.37% |

## 참고 자료
- 공식 블로그
- 김진영 - 페이스북
- 김진영의 미니홈피 - 싸이월드